# Gli allegri compari e altri racconti
Gli allegri compari e altri racconti (in originale The Merry Men and Other Tales and Fables) è una raccolta di racconti di Robert Louis Stevenson, pubblicata nel 1887 presso Chatto & Windus. 

## Edizioni
- Gli allegri compari, traduzione di Fabrizio Pesanisi, prefazione di Dario Pontuale, nota di Giorgio Manganelli, Nutrimenti, Roma, 2016.
- Olalla, trad. Aldo Camerino, Torino, Einaudi (Centopagine), 1974
- Romanzi, racconti e saggi, a cura di Attilio Brilli, Milano, Mondadori (I Meridiani), 1982
- Racconti e romanzi brevi (1882-1887), a cura di Salvatore Rosati, Milano, Mursia, 1985
- Gli allegri compari, trad. Laura Merletti, Como, Ibis, 1995
- Will del mulino, in Guido Davico Bonino (a cura di), Passione fatale. Venticinque racconti d'amore dell'Ottocento, Torino Einaudi, 1999, pp. 348-77
- I racconti, a cura di Alessandro Ceni, Torino, Einaudi (I millenni), 1999